# Chole Bay
Die Chole Bay (in der deutschen Kolonialzeit Tschole genannt) ist eine Bucht im Distrikt Mafia der Region Pwani von Tansania.

## Geographie
Die Bucht liegt an der Ostküste der Insel Mafia und wird von einem Einschnitt in die Landmasse der Insel sowie von mehreren umliegenden Inseln gebildet. Die Bucht selbst ist in Nord-Süd-Richtung ca. acht Kilometer lang und in West-Ost-Richtung etwa 7 Kilometer breit. Östlich begrenzt die Insel Miewi Island und südlich die Inseln Chole Island und Juani Island die Zufahrt zur Bucht.
Die Bucht war bereits zur deutschen Kolonialzeit bekannt.
Die Küste der Bucht sowie die umliegenden Inseln sind besiedelt. Wirtschaftlich ist der Tourismus sowie der Tauchsport bedeutsam.